# Ordre de la révolution d'Octobre
 (juillet 2025).
L'ordre de la révolution d'Octobre (en russe : Орден Октябрьской Революции, Orden Oktiabrskoï Revolioutsii), était une décoration instituée par le décret de la présidence du Soviet suprême de l'Union soviétique, le 31 octobre 1967 en l'honneur du cinquantième anniversaire de la révolution d'Octobre.
Elle était la deuxième décoration la plus importante de l'Union soviétique après l'ordre de Lénine.
L'auteur de l'esquisse de l'ordre est le peintre V. P. Zaïtsev.

## Statut de l'ordre
Pour la célébration du 50e anniversaire de la révolution d'Octobre, on institua l'ordre de la révolution d'Octobre. Ce dernier décore les citoyens de l'Union soviétique, les entreprises, institutions, républiques, villes, organisations et autres collectifs de travailleurs. L'ordre peut être attribué à des citoyens étrangers.
Sont décorés de cet ordre :
- Pour une activité révolutionnaire active, et pour un grand investissement dans le devenir et le renforcement du pouvoir soviétique.
- Pour les mérites de la construction du socialisme et du communisme.
- Pour l'investissement dans le domaine du développement de l'économie nationale, la science et la culture.
- Pour le courage manifesté dans les combats contre les ennemis de l'État soviétique.
- Pour l'aide au renforcement de la puissance de défense de l'Union soviétique.
- Pour l'investissement à la fécondité de l'État et de l'activité publique.
- Pour une activité active bénéficiant au développement et à l'approfondissement de liens forts entre les peuples de l'Union soviétique et autres États ainsi qu'à la consolidation de la paix entre les peuples.

L'ordre de la révolution d'Octobre se porte sur la poitrine, à gauche, et se place après l'ordre de Lénine. Après la mort du décoré, l'ordre de la révolution d'Octobre reste dans la famille.

## Description de l'Ordre
L'ordre de la révolution d'octobre est fabriqué en argent et représente l'étoile à cinq branches dorée, couverte d'un émail rouge et ayant pour fond un pentagone rayonnant, lui aussi en argent.
Dans la partie supérieure du pentagone, recouvrant une partie de l'étoile, est représenté un étendard couvert d'un émail rouge portant l'inscription sur deux lignes : « révolution d'Octobre ».
Au centre de l'étoile est disposé un pentagone en argent avec la représentation du croiseur Aurore. Le pentagone est oxydé par différents tons.
Dans la partie inférieure de l'ordre sont placées les emblèmes de l'URSS, la faucille et le marteau, en or.
L'Ordre est attaché d'une bande couverte de soie de moire de couleur rouge d'une largeur de 24 mm. Au milieu de la bande il y a cinq traits longitudinaux bleu clair.

## Remise des récompenses

### Premières récompenses
L'ordre de la révolution d'Octobre décora pour la première fois la ville héros de Léningrad, la deuxième ville à être décorée fut Moscou.
Le décret sur les décorations est signé le 4 novembre 1967.

### Doubles cavaliers de l'Ordre
Les décorations réitérées par l'ordre de la révolution d'Octobre sont assez rares. Les cavaliers doubles de l'ordre de la révolution d'Octobre sont :
- Léonid Brejnev, secrétaire général du Comité central du Parti communiste de l'Union soviétique ;
- Joseph Kotine, ingénieur de chars de combat et de tracteurs ;
- Ivan Konstantinovitch Mozgovoï ;
- Ivan Ivanovitch Pstygo, maréchal de l'aviation ;
- Andreï Borissovitch Severniï, astronome ;
- Vladimir Chtcherbitski.

### Récompenses aux localités et organisations
- L'usine de moteurs de Iaroslavl (actuellement « Avtodizel ») ;
- L'usine de constructions mécaniques de Perm, usine de bicyclettes du nom de « Belta » (n'existe plus) ;
- Le journal Krasnaïa Zvezda ;
- Le journal Komsomolskaïa Pravda.

### Récompenses au niveau international
L'ordre de la révolution d'Octobre décore les représentants du mouvement international communiste :
- Max Reimann (RDA) ;
- Vittorio Codovilla (Argentine) ;
- Yumjagiyn Tsedenbal (Mongolie) ;
- Erich Honecker (RDA) ;
- Heinz Keßler (RDA) ;
- Josip Broz Tito (Yougoslavie) ;
- Gustáv Husák (Tchécoslovaquie).
- Fidel Castro (Cuba).

Il a été produit au total 106 462 décorations.

## Faits intéressants
Le croiseur Aurore représenté sur l'ordre de la révolution d'Octobre est décoré de cet ordre le 22 février 1968.

Ordre sur des timbres postaux
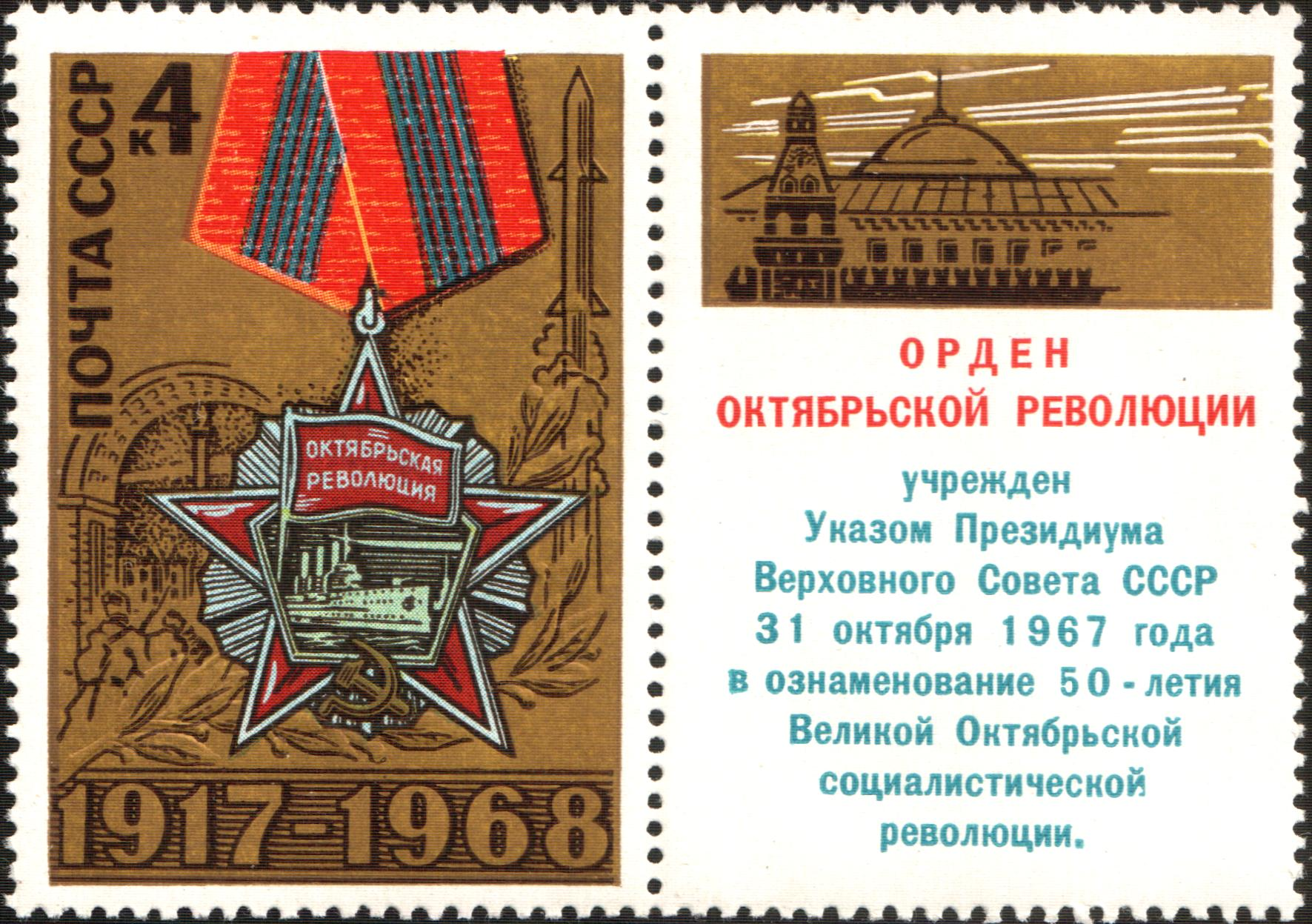
Timbre de l'URSS, 1968.
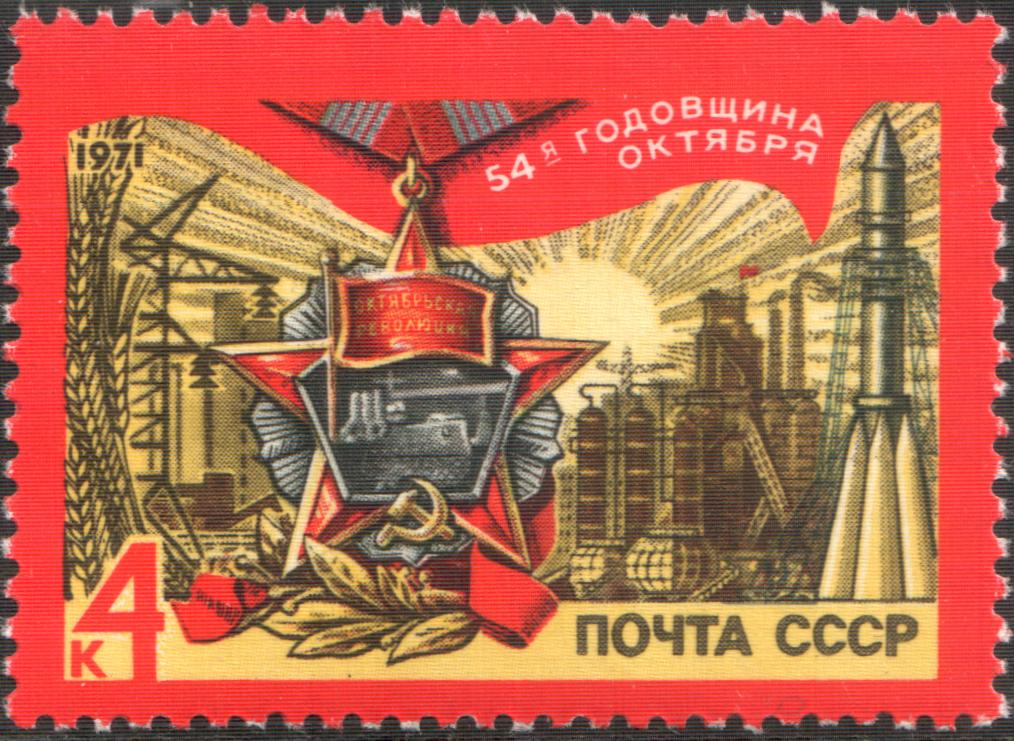
Timbre de l'URSS, 1971.